# أحمد خليفة (لاعب كرة قدم مصري)
أحمد خليفة لاعب كرة قدم مصري في مركز خط الوسط ، لعب العديد من الأندية المصرية، وانضم لمنتخب مصر للناشئين وشارك معه في بطولة العالم للشباب لكرة القدم 2005.

## وصلات خارجية
- أحمد خليفة على موقع الاتحاد الدولي (مؤرشف)  (الإنجليزية)
- أحمد خليفة على موقع قاعدة بيانات كرة القدم.إي يو (الإنجليزية)